# Stomozoa bellissima
Stomozoa bellissima är en sjöpungsart som beskrevs av Kott 1990. Stomozoa bellissima ingår i släktet Stomozoa och familjen Stomozoidae. Inga underarter finns listade i Catalogue of Life.